# 순정만화 (영화)
《순정만화》는 2008년 대한민국의 로맨스 영화로, 강풀 작가의 동명의 웹툰을 원작으로 각색한 작품이다. 류장하 감독이 연출했고 유지태, 이연희, 채정안, 강인이 주인공 사인방 연우, 수영, 하경, 숙 역으로 출연했다.

## 줄거리
동사무소 직원으로 일하는 30세 독신남 연우는 같은 아파트에 사는 18세 고등학생 수영과 오며가며 마주치게 된다. 몇 번 마주치며 얼굴을 익힌 둘은 수영이 넥타이를 빌려 간 일을 계기로 애정이 싹튼다. 연우와 같은 동사무소에서 일하는 공익요원 숙은 전철역에서 사진을 찍고 있던 하경에게 반해서 그녀를 쫓아다니게 되고, 하경은 적극적으로 들러붙는 그를 밀어내지 않는다.
하경은 전 남자친구인 규철과 사별한 과거가 있었다. 규철의 흔적을 좇던 하경은 숙과 만나게 된 후 필름 카메라를 동사무소 벼룩시장에 있던 연우에게 판다. 카메라를 받아 든 연우는 수영이 필름 카메라를 좋아한다는 이야기를 듣고 수영에게 카메라를 선물로 준다. 연우-수영 커플과 하경-숙 커플은 같은날 영화관으로 데이트를 가게 되었고 네 사람은 한 자리에서 만난다.
두 커플에게 위기가 찾아온다. 연우는 미성년자와 원조교제를 한다는 소문이 떠돌고, 딸이 성인과 사귀고 있음을 안 수영의 어머니가 둘의 관계를 반대한다. 나이차가 너무 나는 것도 있지만 특히 연우가 고아로 자랐다는 점이, 아버지 없이 자란 수영에게 맞지 않는다고 생각해서였다. 이윽고 연우는 수영을 멀리하려 하고 수영은 연우와 어머니에게 실망한다. 하경은 규철과의 과거를 들어 숙과의 연애를 거부했고, 숙은 상심한 채로 제대한다.
하지만 두 커플은 서로에 대한 애정을 잊지 못해 다시 다가서게 된다. 숙은 제대 후 말끔하게 차려 입고 둘이 처음 만났던 전철역에 다시 나타났고, 하경은 숙을 받아들인다. 연우는 주민등록증을 만들러 온 수영의 사진을 찍어주며 애정을 고백한다.

## 캐스팅
- 유지태 : 김연우 역
- 이연희 : 한수영 역
- 채정안 : 권하경 역
- 강인 : 강숙 역
- 수영 : 정다정 역
- 신충식 : 세탁소 부 역
- 이주실 : 세탁소 모 역
- 황석정 : 하 주임 역
- 신동우 : 아빠찾는 꼬마 역
- 채동현 : 대학생 역
- 이태훈 : 동사무소 동장 역
- 강풀 : 우산가게 아저씨 역
- 나영희 : 수영 모 역 (특별출연)
- 김강우 : 규철 역 (특별출연)

## 평가
듀나는 기성품적 면모가 보이지만 일상적 디테일을 잘 살린 준수한 영화라고 하며 별점 3점을 주었다.